# National Rugby League 1967
La New South Wales Rugby Football League de 1967 fue la 60.ª edición del torneo de rugby league más importante de Australia.

## Formato
Los clubes se enfrentaron en una fase regular de todos contra todos, los cuatro equipos mejor ubicados al terminar esta fase clasificaron a la postemporada.
Se otorgaron 2 puntos por el triunfo, 1 por el empate y ninguno por la derrota.

## Desarrollo

### Tabla de posiciones
| Pos. | Equipo                        | Encuentros | Encuentros | Encuentros | Encuentros | Tantos | Tantos | Tantos | Puntos |
| Pos. | Equipo                        | PJ         | PG         | PE         | PP         | F      | C      | Dif    | Puntos |
| ---- | ----------------------------- | ---------- | ---------- | ---------- | ---------- | ------ | ------ | ------ | ------ |
| 1    | St. George Dragons            | 22         | 16         | 1          | 5          | 437    | 267    | +170   | 33     |
| 2    | South Sydney Rabbitohs        | 22         | 16         | 0          | 6          | 422    | 271    | +151   | 32     |
| 3    | Canterbury-Bankstown Bulldogs | 22         | 14         | 1          | 7          | 349    | 269    | +80    | 29     |
| 4    | Eastern Suburbs Roosters      | 22         | 13         | 2          | 7          | 269    | 219    | +50    | 28     |
| 5    | Manly-Warringah Sea Eagles    | 22         | 12         | 2          | 8          | 365    | 271    | +94    | 26     |
| 6    | Balmain Tigers                | 22         | 12         | 2          | 8          | 344    | 258    | +86    | 26     |
| 7    | Western Suburbs Magpies       | 22         | 10         | 2          | 10         | 269    | 255    | +14    | 22     |
| 8    | North Sydney Bears            | 22         | 8          | 1          | 13         | 297    | 370    | -73    | 17     |
| 9    | Parramatta Eels               | 22         | 8          | 0          | 14         | 309    | 322    | -13    | 16     |
| 10   | Newtown Jets                  | 22         | 7          | 2          | 13         | 274    | 406    | -132   | 16     |
| 11   | Penrith Panthers              | 22         | 5          | 2          | 15         | 203    | 352    | -149   | 12     |
| 12   | Cronulla-Sutherland Sharks    | 22         | 3          | 1          | 18         | 208    | 486    | -278   | 7      |

|  | Postemporada. |

### Postemporada

#### Semifinales
| 26 de agosto | Canterbury-Bankstown Bulldogs | 13 - 2 | Eastern Suburbs |  |  |

| 2 de septiembre | St. George Dragons | 8 - 13 | South Sydney Rabbitohs |  |  |

#### Final preliminar
| 9 de septiembre | St. George Dragons | 11 - 12 | Canterbury-Bankstown Bulldogs |  |  |

#### Final
| 16 de septiembre | South Sydney Rabbitohs | 12 - 10 | Canterbury-Bankstown Bulldogs | Sydney Cricket Ground, Sídney   |  |
|                  |                        |         |                               | Asistencia: 56.358 espectadores |  |

| Bandera de Australia           |
| Campeón South Sydney Rabbitohs |
| Décimo séptimo título          |